# Municipio de Nesbit
El municipio de Nesbit (en inglés: Nesbit Township) es un municipio ubicado en el condado de Polk en el estado estadounidense de Minnesota. En el año 2010 tenía una población de 99 habitantes y una densidad poblacional de 1,06 personas por km².

## Geografía
El municipio de Nesbit se encuentra ubicado en las coordenadas 47°53′28″N 96°48′16″O / 47.89111, -96.80444. Según la Oficina del Censo de los Estados Unidos, el municipio tiene una superficie total de 93.07 km², de la cual 93,07 km² corresponden a tierra firme y (0 %) 0 km² es agua.

## Demografía
Según el censo de 2010, había 99 personas residiendo en el municipio de Nesbit. La densidad de población era de 1,06 hab./km². De los 99 habitantes, el municipio de Nesbit estaba compuesto por el 95,96 % blancos, el 2,02 % eran amerindios y el 2,02 % eran de una mezcla de razas. Del total de la población el 0 % eran hispanos o latinos de cualquier raza.